# Axel Ax:son Johnson
Axel Ax:son Johnson, född 25 juli 1876 i Stockholm, död 1958, var en svensk skeppsredare och industriman. Han var son till Axel Johnson.

## Uppdrag
Axel Johnson inträdde 1903 som delägare i A. Johnson & Co, blev 1910 firmans chef och blev samtidigt chef för Rederiaktiebolaget Nordstjärnan. Som chef för A. Johnsson byggde han bland annat upp Nynäs Petroleum. Han arbetade även för utvecklingen av Avesta Jernverks AB, där han var huvuddelägare.
Han var konsul för Siam från 1901, och från 1911 generalkonsul. Han var förste hedersledamot av Ingenjörsvetenskapsakademin och promoverades 1944 till hedersdoktor vid Kungliga Tekniska högskolan.

## Utmärkelser
- Kommendör med stora korset av Kungliga Vasaorden den 6 juni 1942.[6]

## Äktenskap och barn
Axel Ax:son Johnson gifte sig 1909 med Margaret Ortwin; de fick fem barn: Axel, som blev bergsingenjör, Margaret, Marie Claire, Bo och Mildred, som var gift med Carl Henrik von Platen.
Han är begraven i Avesta kyrka.